# Muborak
Muborak (tiếng Uzbek: Muborak/Муборак; tiếng Tajik: Муборак; tiếng Nga: Мубарек) là một thành phố nhỏ nằm ở tỉnh Qashqadaryo của Uzbekistan. Đây là trung tâm hành chính của huyện Muborak.
Việc thành lập Muborak liên quan đến một nhà máy lọc dầu. Nó đã được nâng lên cấp thành phố vào năm 1974. Từ muborak có nghĩa là "tử tế" trong tiếng Uzbek.
Muborak hiện là một thành phố dầu khí quan trọng ở Uzbekistan sau khi độc lập từ Liên Xô. Đây là nơi có Nhà máy Xử lý Khí tự nhiên Muborak, một trong những nhà máy thuộc loại lớn nhất cả nước. Thành phố cũng được biết đến với đội bóng đá Mashʼal.

## Lịch sử
Theo một truyền thuyết địa phương, Muborak mang tên ngôi làng Xoʻjamuborak, được thành lập để vinh danh học giả Hồi giáo Abdullah bin al-Mubarak al-Marwazi. Từ muborak có nghĩa là "tử tế" trong tiếng Uzbek.
Việc thành lập Muborak liên quan đến một nhà máy lọc dầu. Nó đã được nâng lên cấp thành phố vào năm 1974.

## Địa lý
Muborak cách thủ đô Tashkent 520 km (320 mi) về phía tây nam.

### Khí hậu
Muborak có khí hậu sa mạc lạnh (phân loại khí hậu Köppen BWk). Thành phố có mùa đông ôn hòa, nhưng mùa hè rất nóng và khô. Nhiệt độ trung bình tháng 6 là khoảng 28 °C (82 °F). Nhiệt độ trung bình vào tháng 1 là khoảng 5,5 °C (41,9 °F).
| Dữ liệu khí hậu của Muborak        | Dữ liệu khí hậu của Muborak | Dữ liệu khí hậu của Muborak | Dữ liệu khí hậu của Muborak | Dữ liệu khí hậu của Muborak | Dữ liệu khí hậu của Muborak | Dữ liệu khí hậu của Muborak | Dữ liệu khí hậu của Muborak | Dữ liệu khí hậu của Muborak | Dữ liệu khí hậu của Muborak | Dữ liệu khí hậu của Muborak | Dữ liệu khí hậu của Muborak | Dữ liệu khí hậu của Muborak | Dữ liệu khí hậu của Muborak |
| Tháng                              | 1                           | 2                           | 3                           | 4                           | 5                           | 6                           | 7                           | 8                           | 9                           | 10                          | 11                          | 12                          | Năm                         |
| ---------------------------------- | --------------------------- | --------------------------- | --------------------------- | --------------------------- | --------------------------- | --------------------------- | --------------------------- | --------------------------- | --------------------------- | --------------------------- | --------------------------- | --------------------------- | --------------------------- |
| Trung bình ngày tối đa °C          | 9                           | 12                          | 18                          | 26                          | 32                          | 37                          | 38                          | 37                          | 32                          | 25                          | 17                          | 10                          | 24                          |
| Tối thiểu trung bình ngày °C       | −2                          | 1                           | 5                           | 11                          | 15                          | 19                          | 21                          | 18                          | 12                          | 7                           | 3                           | 0                           | 9                           |
| Lượng Giáng thủy trung bình mm     | 18.2                        | 17.1                        | 26.1                        | 18.1                        | 18.3                        | 3.8                         | 23.2                        | 0.6                         | 1.2                         | 2.4                         | 27.5                        | 27.3                        | 183.8                       |
| Trung bình ngày tối đa °F          | 48                          | 54                          | 64                          | 79                          | 90                          | 99                          | 100                         | 99                          | 90                          | 77                          | 63                          | 50                          | 76                          |
| Trung bình ngày tối thiểu °F       | 28                          | 34                          | 41                          | 52                          | 59                          | 66                          | 70                          | 64                          | 54                          | 45                          | 37                          | 32                          | 49                          |
| Lượng Giáng thủy trung bình inches | 0.72                        | 0.67                        | 1.03                        | 0.71                        | 0.72                        | 0.15                        | 0.91                        | 0.02                        | 0.05                        | 0.09                        | 1.08                        | 1.07                        | 7.22                        |
| Nguồn:                             |                             |                             |                             |                             |                             |                             |                             |                             |                             |                             |                             |                             |                             |

## Nhân khẩu
Muborak có dân số 23.800 vào năm 2002. Nhiều nhóm dân tộc khác nhau sinh sống trong thành phố, đông nhất là người Uzbek.

## Kinh tế
Dưới thời Liên Xô, Muborak là một thị trấn chăn nuôi gia súc nhỏ, không được công nghiệp hóa nhiều. Nó đã trở thành một thành phố công nghiệp đáng chú ý ở Uzbekistan sau khi giành độc lập. Hiện nay, thành phố phát triển ngành dầu khí, và là nơi có Nhà máy Xử lý Khí tự nhiên Muborak, một trong những nhà máy thuộc loại lớn nhất cả nước.

## Giáo dục
Muborak là nơi có ba trường cao đẳng và một trường dạy nghề. Ngoài ra còn có một số trường trung học trong thành phố.

## Khu vực Mubarek
Một đề xuất năm 1980 mong muốn người Tatar Krym sinh sống tại khu vực này, được gọi là "Khu vực Mubarek", mặc dù chưa bao giờ được thực hiện.